# Goniada tridens
Goniada tridens är en ringmaskart som beskrevs av José María Alfono Félix Gallardo 1968. Goniada tridens ingår i släktet Goniada och familjen Goniadidae. Inga underarter finns listade i Catalogue of Life.